# Bacilos de Döderlein

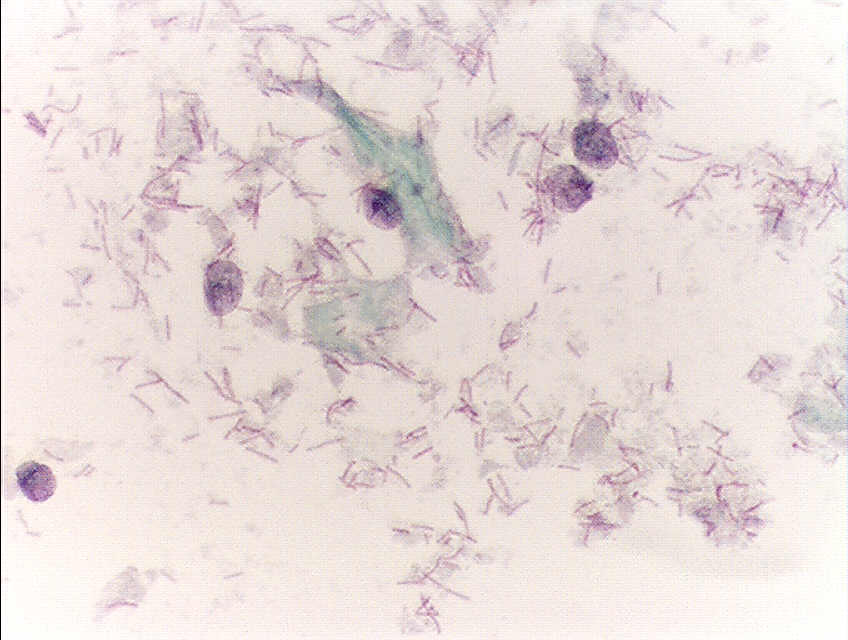
Bacilos de Döderlein (bastoncillos estrechos) y células epiteliales vaginales lisadas en una prueba de Papanicolaou.

Los bacilos de Döderlein o flora de Döderlein son bacterias del ácido láctico que normalmente forman parte de la flora vaginal de las mujeres en edad fértil y se alimentan del glucógeno producido por las células contenidas en la vulva. Deben su nombre al ginecólogo alemán Albert Döderlein, quien las describió por primera vez en 1892.
Estos bacilos producen ácido láctico, que es esencial para mantener ácido el pH de la vagina, ayudando a evitar que proliferen bacterias oportunistas que causan enfermedades.
Durante mucho tiempo se supuso que Lactobacillus acidophilus era el microorganismo más común de la flora vaginal, pero desde entonces se ha descubierto que el habitante vaginal más común es Lactobacillus iners, seguido de Lactobacillus crispatus. Otras especies de Lactobacillus comunes en la vagina son:
- Lactobacillus buchneri
- Lactobacillus delbrucekii
- Lactobacillus gasseri
- Lactobacillus jensenii
- Bifidobacterium spp.

Las especies de Lactobacillus son sensibles a la mayoría de los antibióticos de amplio espectro, por lo que la flora vaginal puede resultar dañada por el tratamiento con un antibiótico. No son sensibles a las fluoroquinolonas ni a los nitroimidazoles.

## Fisiología de la flora vaginal
Como representantes de las bacterias del ácido láctico o especies de la familia Lactobacillaceae, estos Lactobacillus crecen de forma anaerobia pero aerotolerantes, es decir, crecen en presencia de oxígeno atmosférico pero no requieren oxígeno para su metabolismo. Al igual que los anaerobios grampositivos vaginales, son pleomórficos y aparecen como bastones o cocos.
El epitelio escamoso de la vagina cambia cíclicamente a partir de la madurez sexual bajo la influencia de los estrógenos. Como consecuencia, las células proliferan y se almacena más glucógeno. Durante la exfoliación normal debida al efecto de los progestágenos, los lactobacilos descomponen el glucógeno y se produce ácido láctico (lactato). Esto crea el entorno ácido fisiológico (pH 3.8 - 4.4), que impide el crecimiento de gérmenes patógenos (disbiosis). Los lactobacilos pueden detectarse poco después del parto (influencia estrogénica de la madre) y de nuevo tras la menarquia; en el tiempo intermedio, el pH vaginal es alcalino.
Pero la acidificación no solo es provocada por la flora de Döderlein, sino también proviene de la citólisis de las células epiteliales de la superficie de salida y de la liberación de azúcares y la formación de ácido láctico a partir de dextrosa y maltosa. Como la aparición de lactobacilos depende de los estrógenos, su concentración en la infancia y el climaterio se reduce.
Además, no es sólo el bajo valor del pH como tal lo que influye en la flora vaginal, sino también el aporte de óxido nítrico (NO) –un gasotransmisor con efecto bactericida y viricida– posibilitado por el entorno ácido, que fragmenta las membranas celulares de las bacterias y las envolturas proteicas de los virus.
La producción de ácido láctico parece ser esencial para mantener un ecosistema saludable, independientemente de las especies bacterianas que puedan estar presentes en la vagina. El pH ácido resultante evita la proliferación excesiva de microorganismos potencialmente patógenos. Pero también conviene recordar que el predominio de Lactobacillus es beneficioso para el huésped, pues algunas especies producen peróxido de hidrógeno y bacteriocinas, factores que dificultan la proliferación de otros microorganismos.  
Sin embargo, recientemente un estudio investigó la relación entre la flora vaginal y la supervivencia de los espermatozoides después del coito. Se encontró que en las mujeres que menstrúan, los espermatozoides sobreviven más tiempo en el tracto genital inferior que muestra una flora vaginal tipo Haemophilus que en aquellas que muestran una flora vaginal tipo Döderlein. Esta diferencia en la supervivencia de los espermatozoides puede estar asociada con fenómenos de la reproducción humana. Se consideró que los resultados, en su conjunto, apoyan la idea de la flora vaginal tipo Haemophilus como una condición poscoital fisiológica en mujeres sexualmente activas que menstrúan.